# Muzykaínyj sud
Muzykaínyj sud (en español: Tribunal musical, en cirílico: Музыкальный суд) era la preselección que realizaría Bielorrusia para elegir a su representante en el próximo Festival de la Canción de Eurovisión que se realizará en 2010. La preselección fue organizada por la Obshchenatsionálnoye Televídeniye (ONT) en vez de la Belaruskaja Tele-Radio Campanija (BRTC) por petición del presidente bielorruso Aleksandr Lukashenko, debido a los malos resultados obtenidos por esta última cadena.
A pesar de que ONT ha sido rechazada como miembro activo de la UER, la cadena siguió con su proceso de selección, lo que significa que la BRTC transmitirá la final del festival en mayo de 2010.

## Antecedentes
Poco después del término de la edición de 2009, (Bielorrusia fue representada por Petr Elfimov, quién terminó 13º en la semifinal) el presidente bielorrusio Alexander Lukashenko expresó su insatisfacción por las gestiones y la organización de las preselecciones nacionales por parte de la BTRC, expresando su frustración respecto a las divisiones dentro del equipo realizador, exigiendo su renovación para 2010 y solicitando a la ONT la realización de la preselección para el certamen europeo.
A mediados de julio, el sitio web de la ONT lanza la competición "Song for Eurovision" con el fin de encontrar al próximo representante para la edición de 2010.
El 18 de septiembre de 2009, Bjørn Erichsen, director de televisión de Eurovisión, durante una visita a Minsk declaró que la aceptación de la ONT como miembro activo de la UER se considerará en diciembre, agregando además que hasta el 15 de noviembre se reicibirán las solicitudes de ingreso para acceder al ente europeo. También ha sugerido a la BRTC que confirme su participación en Eurovisión 2010 y que pasado diciembre las dos cadenas decidan internamente cual enviará representantes al festival. Según Erichsen, en este momento, la ONT no tiene el derecho a realizar ninguna clase de preselección o hacer preparativos para Eurovisión cuando ellos no son oficialmente miembros de la UER. El director también comentó que la cadena no puede hacer uso de los logotipos ni de la marca e indicó que las posibilidades de ingreso a la red podrían estar en peligro si no hace caso de las reglas de la UER, incluyendo acciones legales. Posteriormente, la página web de la ONT eliminó todas sus referencias con respecto a "Eurovisión".
El 25 de septiembre, la BTRC confirmó su participación en el Festival de la Canción de Eurovisión 2010, pero traspasando todos sus derechos de participación a la ONT una vez que esta fuera aceptada en la UER. En caso de que ésta no consiga la membresía, la cadena seguiría a cargo de la preselección, mientras que la BRTC se encargaría de la transmisión del evento, comprometiéndose además de prestarle todo el apoyo que la ONT necesite durante el desarrollo de la preselección.

## Formato
El 26 de noviembre la ONT anuncia que su preselección, llamada "Tribunal musical" consistirá en cinco rondas semifinales, cada una de cinco canciones. Se escogerán dos canciones por ronda. Un jurado será el encargado de elegir una canción, mientras que las restantes se someterán al televoto, clasificándose un total de diez canciones para la ronda final. La cadena ha declarado que la preselección "no necesariamente" escogerá la canción que representará a Bielorrusia en el Festival de Eurovisión, sino que también "se podrían escoger canciones que representen al país en cualquier competición internacional".

### Semifinales
| N.º | Artista(s)                                  | Canción        | Compositor          | Jurado | SMS | Resultado   |
| --- | ------------------------------------------- | -------------- | ------------------- | ------ | --- | ----------- |
| 1   | Yuriy Valyuk                                | I don't care   | Oleg Zajcev         | 76     | 30% | Eliminada   |
| 2   | Gennadiy Chernyavskiy & Evgeniy Ermolkovich | The youth      | Anton Rakshin       | 77     | 24% | Eliminada   |
| 3   | Alexander Markevich                         | Milaya (Милая) | Alexander Zheldakov | 81     | –   | Clasificada |
| 4   | Evgeniy Ermolkovich                         | Nobody But You | Vladimir Blagush    | 77     | 8%  | Eliminada   |
| 5   | Yana Startseva                              | Bank (Банк)    | Ivan Vabishevich    | 80     | 38% | Clasificada |

| N.º | Artista(s)        | Canción            | Compositor(es)                    | Jurado | SMS | Resultado   |
| --- | ----------------- | ------------------ | --------------------------------- | ------ | --- | ----------- |
| 1   | Diana Lugina      | Bad connection     | Artemi Gvazava                    | 54     | 15% | Eliminada   |
| 2   | Radmila Semyonova | My time            | Valery Golovko, Vladimir Karyakin | 83     | –   | Clasificada |
| 3   | Yulia Shishko     | Lift your heart    | Bruce Smith, Robert D. Fisher     | 78     | 11% | Eliminada   |
| 4   | Oleg Voronov      | Never be the same  | Oleg Yarmosh, Dmitriy Scherba     | 61     | 10% | Eliminada   |
| 5   | Artyom Mihalenko  | Don't play in love | Evgeny Malashko                   | 79     | 64% | Clasificada |

| N.º | Artista(s)                                                   | Canción              | Compositor(es)    | Jurado | SMS   | Resultado   |
| --- | ------------------------------------------------------------ | -------------------- | ----------------- | ------ | ----- | ----------- |
| 1   | Radmila Semyonova                                            | You will better show | Irina Lobac       | 52     | 51,5% | Clasificada |
| 2   | Evgeniy Litvinkovich                                         | Pink glasses         | Nils              | 77     | 34%   | Eliminada   |
| 3   | Alexander Markevich                                          | You are the plane    | Andrey Zubekhin   | 60     | 12%   | Eliminada   |
| 4   | Alexander Chizhik                                            | Human love           | Leonid Volodko    | 58     | 2,5%  | Eliminada   |
| 5   | Yulia Volyak, Yulia Shishko, Diana Lugina y Egizar Fasharyan | Veryu ya (Верю я)    | Alexey Sushentsov | 81     | –     | Clasificada |

| N.º | Artista(s)          | Canción            | Compositor(es)                      | Jurado | SMS    | Resultado   |
| --- | ------------------- | ------------------ | ----------------------------------- | ------ | ------ | ----------- |
| 1   | Margarita Khalatova | Znaesh (Знаешь)    | Olga Korotnikova                    | 62     | 33,07% | Eliminada   |
| 2   | Ekaterina Tsvirko   | Just whisper me    | Sergey Sukhomlin, Ekaterina Tsvirko | 68     | 5,57%  | Eliminada   |
| 3   | Ekaterina Fisko     | One day or another | Rafael Artesero                     | 52     | 23,89% | Eliminada   |
| 4   | Radmila Semyonova   | Take it down now   | Pavel Klyshevskiy, Tyani-Tolkay     | 83     |        | Clasificada |
| 5   | Yuriy Valyuk        | Let's make it hot  | Alex David, Ivan Padrez, Atlantica  | 75     | 37,47% | Clasificada |

| N.º | Artista(s)                                          | Canción                        | Compositor(es)                 | Jurado | SMS    | Resultado   |
| --- | --------------------------------------------------- | ------------------------------ | ------------------------------ | ------ | ------ | ----------- |
| 1   | Yulia Shishko, Artyom Mihalenko & Egiazar Farashyan | Far away                       | Leonid Shirin, Yuriy Vaschuk   | 80     | –      | Clasificada |
| 2   | Olga Sansevich                                      | Just close your eyes           | Darya Isakovich                | 66     | 43.34% | Eliminada   |
| 3   | Radmila Semyonova                                   | We live in tomorrow            | Yaroslav Rakitin, Dmitry Novik | 71     | 50.51% | Clasificada |
| 4   | Elena & Ninel Karpovich                             | Tolko ty odin (Только ты один) | Vyacheslav Kornoushenko        | 62     | 2.38%  | Eliminada   |
| 5   | Diana Lugina, Yulia Shishko & Radmila Semyonova     | I'll wait for you              | Gennadiy Markevich             | 77     | 3.76%  | Eliminada   |

### Final
La final de "Muzykaínyj sud" se realizó el 26 de diciembre de 2009, participando las 10 canciones que habían sido clasificadas en las cinco semifinales previas. El ganador fue Artyom Mihalenko, con la canción "Don't play in love".
| Nº | Artista(s)                                          | Canción              | Compositor(es)                               | Televoto |
| -- | --------------------------------------------------- | -------------------- | -------------------------------------------- | -------- |
| 1  | Dyadya Vanya & Yana Startseva                       | Bank (Банк)          | Ivan Vabishevich, Dyadya Vanya               | 48       |
| 2  | Alexander Markevich                                 | Milaya (Милая)       | Alexander Zheldakov, Ilya Zheldakov          | 70       |
| 3  | Yulia Shishko, Artyom Mihalenko & Egiazar Farashyan | Far away             | Leonid Shirin, Yuriy Vaschuk                 | 75       |
| 4  | Alexey Khlestov & Atlantica                         | Let's make it hot    | Alex David, Ivan Padrez, Atlantica           | 25       |
| 5  | Wasabi                                              | You will better show | Irina Lobac, Wasabi                          | 24       |
| 6  | Artyom Mihalenko with Elena & Ninel Karpovich       | Don't play in love   | Evgeny Malashko                              | 82       |
| 7  | Anna Sharkunova                                     | We live in tomorrow  | Yaroslav Rakitin, Dmitry Novik               | 51       |
| 8  | Elena Grishanova                                    | Take it down now     | Pavel Klyshevskiy, Tyani- Tolkay             | 55       |
| 9  | Litesound                                           | My time              | Valery Golovko, Vladimir Karyakin, Litesound | 35       |
| 10 | Yulia Volyak, Yulia Shishko, & Diana Lugina         | Verju ja (Верю я)    | Alexey Sushentsov                            | 60       |